# Jakowlew Jak-100
Der Jakowlew Jak-100 (russisch Яковлев Як-100) war ein sowjetischer Hubschrauber, der zugunsten des Mi-1 nicht in die Serienproduktion überführt wurde.

## Entwicklung
Alexander Jakowlew orientierte sich bei seinem nach dem EG zweiten Hubschrauberentwurf augenscheinlich am US-amerikanischen S-51 von Sikorsky. Der erste Prototyp wurde im November 1948 fertiggestellt und absolvierte im Juli folgenden Jahres den Erstflug. Bei der folgenden etwa ein Jahr andauernden Erprobung zeigten sich akzeptable Flugleistungen, insbesondere was die Steiggeschwindigkeit in der Vertikalen und den Kraftstoffverbrauch von 65 kg/h in der Standschwebe betraf. Auch zeigten sich keine durch den Rotor auf die Zelle übertragenden Vibrationen, das sogenannte „Rütteln“, das bei Hubschrauberkonstruktionen jener Zeit nicht selten auftrat. Während der Tests wurden einige Veränderungen am Modell durchgeführt, die insbesondere die Motorkühlung und die Vergrößerung des Tankvolumens auf 240 l betrafen. Auch wurde die Kabinenverglasung geringfügig geändert. Trotz der annehmbaren Werte wurde kein Serienbau angeordnet; stattdessen fiel die Entscheidung zugunsten des Mi-1. Dabei dürfte die Tatsache, dass dieser aus einem auf Hubschrauberkonstruktionen spezialisierten Konstruktionsbüro stammte, während der Hubschrauberbau im OKB Jakowlew eher eine Randerscheinung bildete, eine nicht unerhebliche Rolle gespielt haben.

## Aufbau

Dreiseitenriss des Jak-100

Die Zelle des Jak-100 bestand größtenteils aus Duraluminium. Der Heckrotor befand sich linksseitig an einem Ausleger, der ganz aus Holz bestehende Hauptrotor hinter der Kabine über dem Rumpf. Der Einstieg erfolgte über zwei beidseitig angebrachte Schiebetüren. Das einrädrige Bugradfahrwerk war starr.

## Technische Daten
| Kenngröße             | Daten                                                     |
| --------------------- | --------------------------------------------------------- |
| Besatzung/Passagiere  | 1/2                                                       |
| Rotorkreisdurchmesser | Hauptrotor 14,50 m Heckrotor 2,60 m                       |
| Länge                 | 13,91 m                                                   |
| Höhe                  | 2,25 m                                                    |
| Leermasse             | 1690 kg                                                   |
| Startmasse            | 2090 kg                                                   |
| Antrieb               | ein Siebenzylindermotor AI-26GRFL mit Dreiblatt-Holzrotor |
| Leistung              | 423 kW (575 PS)                                           |
| Höchstgeschwindigkeit | 170 km/h                                                  |
| Steiggeschwindigkeit  | 8,2 min auf 2000 m Höhe                                   |
| Gipfelhöhe            | 2720 m                                                    |
| Reichweite            | 325 km                                                    |